# Strut (The Cheetah Girls)
Strut è un singolo delle The Cheetah Girls, tratto dall'album The Cheetah Girls 2.
Presentato in anteprima dalla Disney il 2 giugno 2006, è uscito negli Stati Uniti l'8 agosto 2006. La canzone, di genere pop, è stata scritta da Jamie Houston. Il singolo è arrivato alla posizione numero 60 della classifica Billboard Hot 100.

## Video
Le Cheetah Girls non hanno fatto un video per questa canzone, poiché è stata tratta dal film The Cheetah Girls 2 ed è stata fatta per promuovere il film. Perciò il video è una clip dove le ballano e cantano per le strade di Barcellona.
Il video è stato presentato in anteprima il 12 agosto 2006 su Disney Channel.

## Tracce
1. Strut
2. Radio Disney Exclusive Interview
3. Cheetah Girls 2 Trailer (video, su iTunes)

## Classifiche
| Classifica (2006)        | Posizione |
| ------------------------ | --------- |
| U.S.A. Billboard Hot 100 | 53        |
| U.S.A. Pop 100           | 44        |